# 宾格阿尔
宾格阿尔（Bhingar），是印度马哈拉施特拉邦Ahmadnagar县的一个城镇。总人口7620（2001年）。

## 人口
该地2001年总人口7620人，其中男性3924人，女性3696人；0—6岁人口994人，其中男529人，女465人；识字率72.72%，其中男性为78.80%，女性为66.26%。